# Einer Rubio
Einer Rubio (n. 22 februarie 1998, Chíquiza⁠(d), Boyacá, Columbia) este un ciclist profesionist columbian, care concurează în prezent pentru echipa Movistar Team.

## Rezultate în Marile Tururi

### Turul Italiei
3 participări
- 2020: locul 58
- 2021: locul 39
- 2023: locul 11, câștigător al etapei a 13-a

### Turul Spaniei
1 participare
- 2023: locul 16